# Daychounieh
Daychounieh (arabe : ديشونية ) est un village libanais (qui depend de la municipalité de Mansourieh) situé dans le caza du Metn au Mont-Liban au Liban. La population est presque exclusivement chrétienne.